# Deilephila
Genre
Deilephila est un genre de lépidoptères (papillons) de la famille des Sphingidae, de la sous-famille des Macroglossinae, de la tribu des Macroglossini.  

## Systématique
- Le genre Deilephila a été décrit par l'entomologiste allemand Jakob Heinrich Laspeyres en 1809[1].
- L'espèce type pour le genre est Deilephila elpenor (Linnaeus, 1758)

### Synonymie
- Eumorpha Hübner, 1806 [2]
- Elpenor Oken, 1815[3]
- Choerocampa Duponchel, 1835[4]
- Metopsilus Duncan, 1836[5]
- Elpenor Agassiz, 1846[6]
- Dilophila Agassiz, 1846[7]
- Cinogon Butler, 1881[7]
- Dilephila Druce, 1881[8]
- Dilephila Kuznetsova, 1906

### Taxinomie
Liste des espèces
- Deilephila askoldensis (Oberthür, 1879)
- Deilephila elpenor (Linnaeus, 1758) — Grand sphinx de la vigne.
- Deilephila porcellus (Linnaeus, 1758) — Petit sphinx de la vigne ou Petit pourceau.
- Deilephila rivularis (Boisduval, 1875).

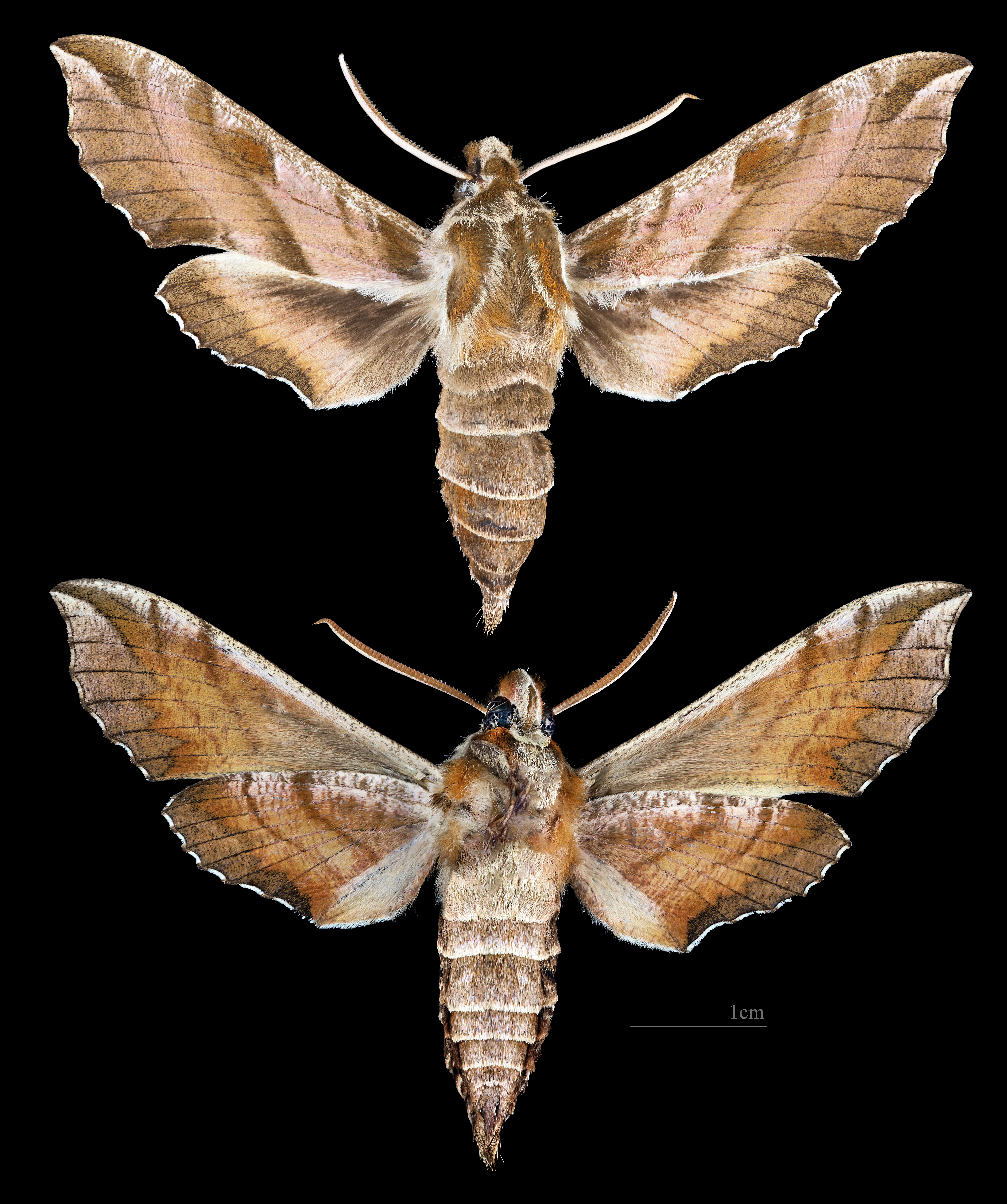
Deilephila askoldensis - Muséum de Toulouse
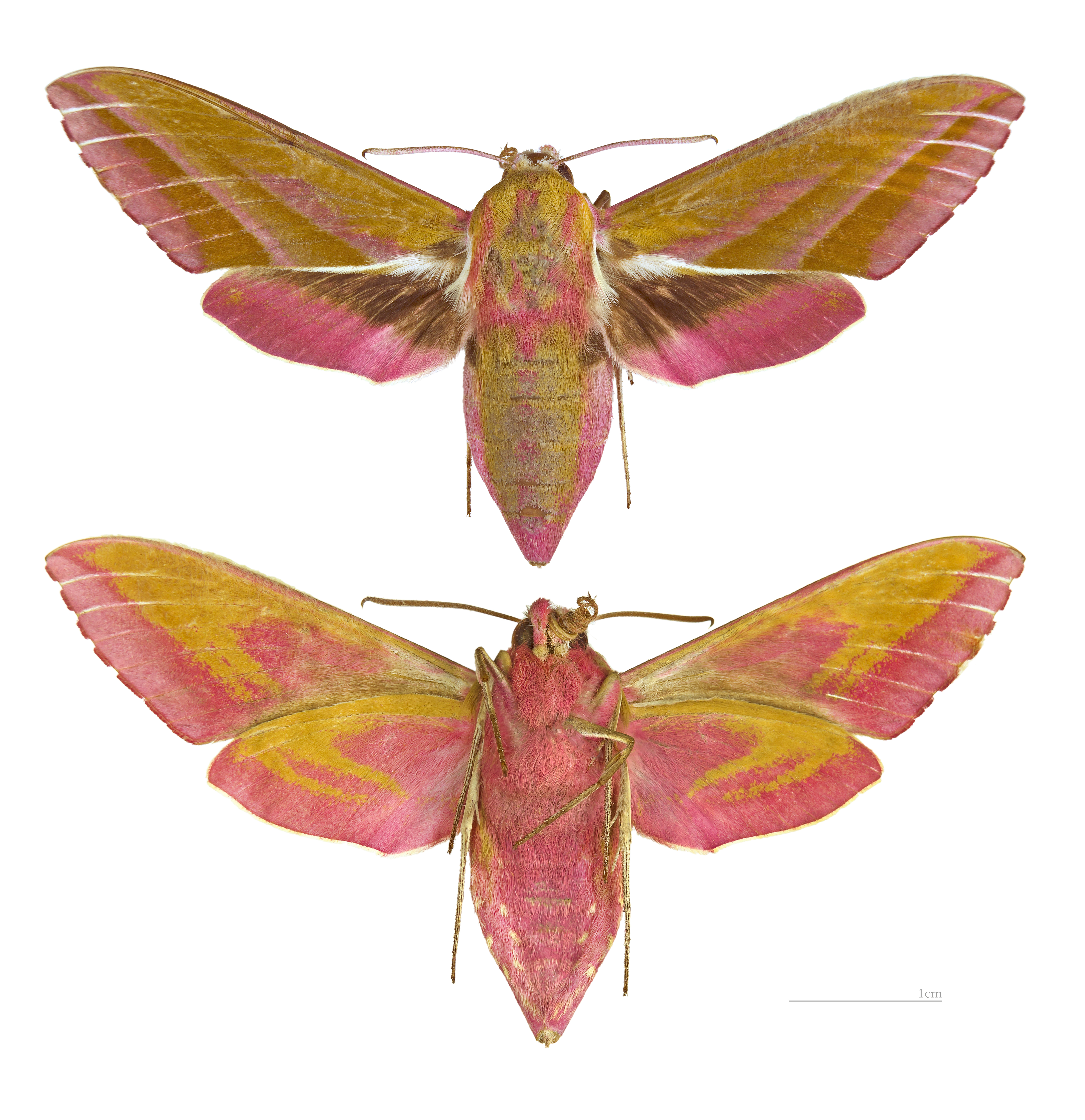
Deilephila elpenor - Muséum de Toulouse
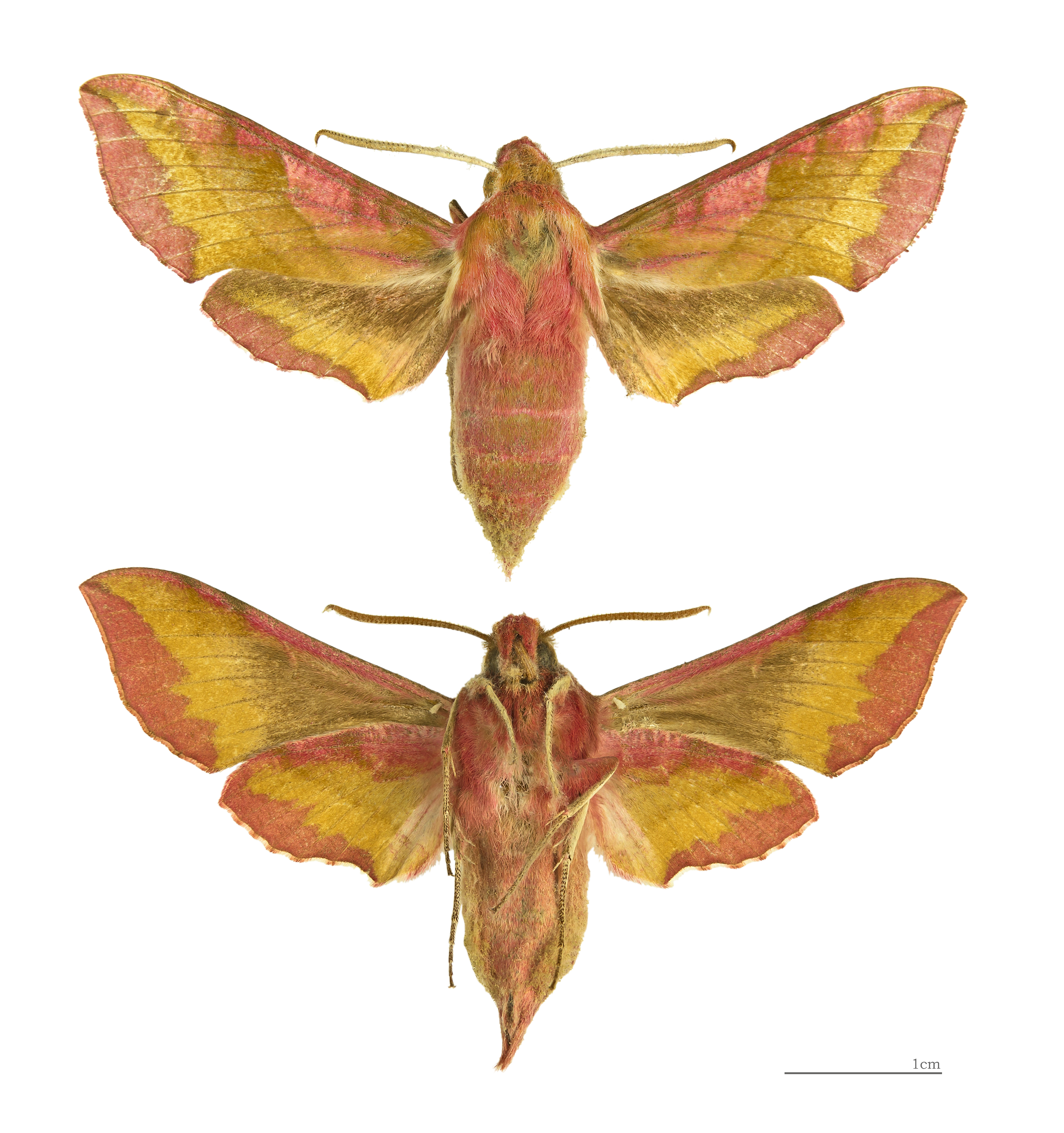
Deilephila porcellus - Muséum de Toulouse